# محطة إحضان
محطة الإحضان أو قاعدة تركيب أو المرفأ في مجال الحوسبة تتيح طريقةً مبسطة لتوصيل جهاز محمول مثل الحاسوب المحمول بالأجهزة الملحقة الشائعة. نظرًا لأن مجموعة كبيرة من الأجهزة المحضونة - من الهواتف المحمولة إلى الفأرة - لها موصلات وإشارات طاقة واستخدامات مختلفة فإن محطة الإحضان قد لا تكون معيارية ولذلك فهي قد تكون مصممة لنوع معين من الأجهزة.[بحاجة لمصدر]
وقد عُرّفت بما يلي: «وحدةُ احتواء لحاسوبٍ حَمول أو خفيف، تَضمُّ: وصلةَ تغذية، وشُقوبَ توسيع، ووصلات طرفيات كالمرقاب والطابعة ولوحة المفاتيح بالحجم الكامل والفأرة. الغرضُ من محطة الإحضان تحويلُ الحاسوب الخفيف إلى حاسوبٍ مكتبي والسماح للمستخدِم باستعمال طرفيات كالمرقاب ولوحة المفاتيح الكاملة.»
يمكن أن يسمح الإحضان لبعض الحواسبب المحمولة بأن تصبح بديلاً لحاسب مكتبي بغير التضحية بوظيفة الحوسبة المتنقلة للجهاز. يمكن للحواسيب المحمولة أن توصل وتفصل وهي شغالة اعتمادًا على قدرات النظام.

## الصور

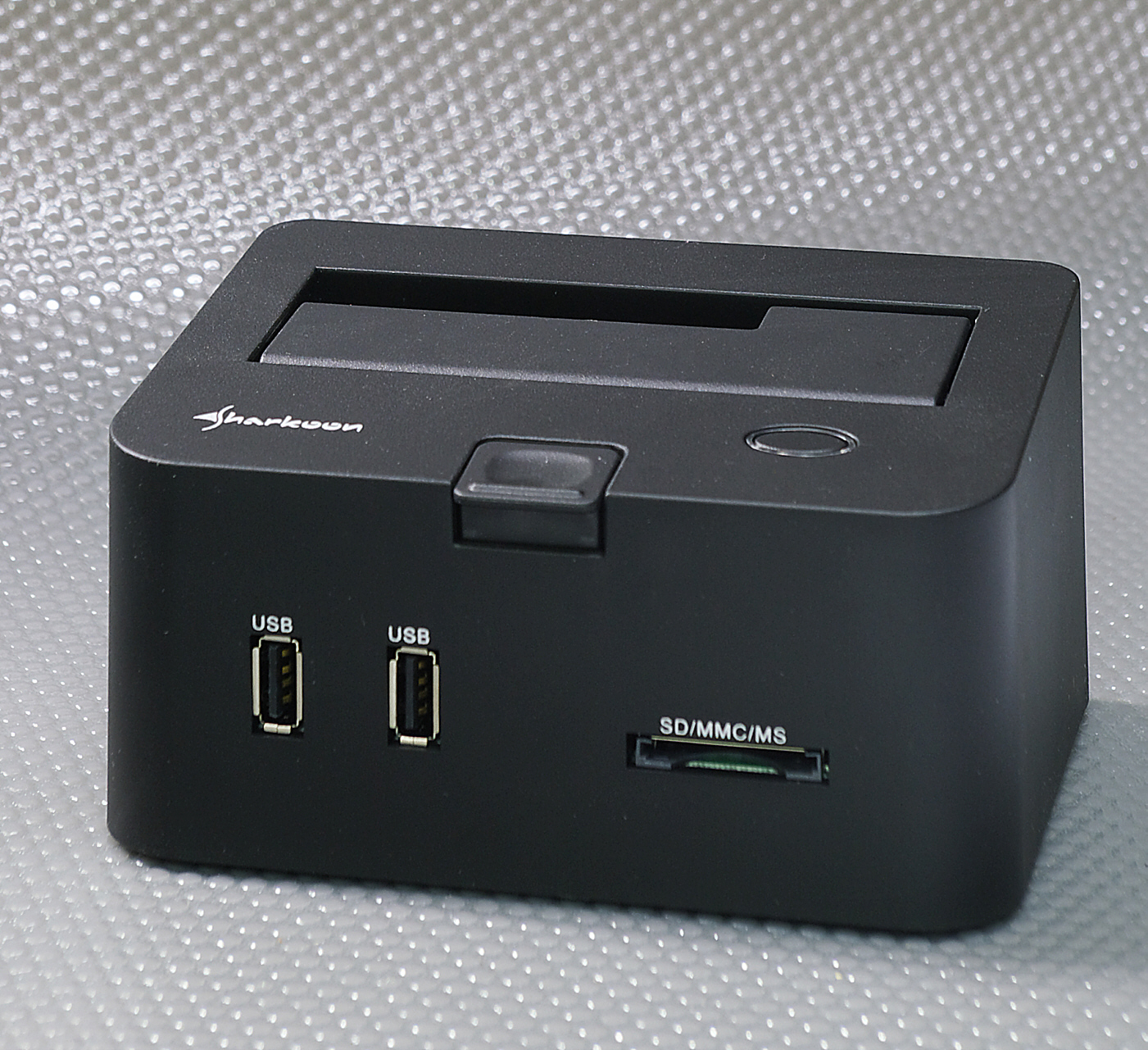
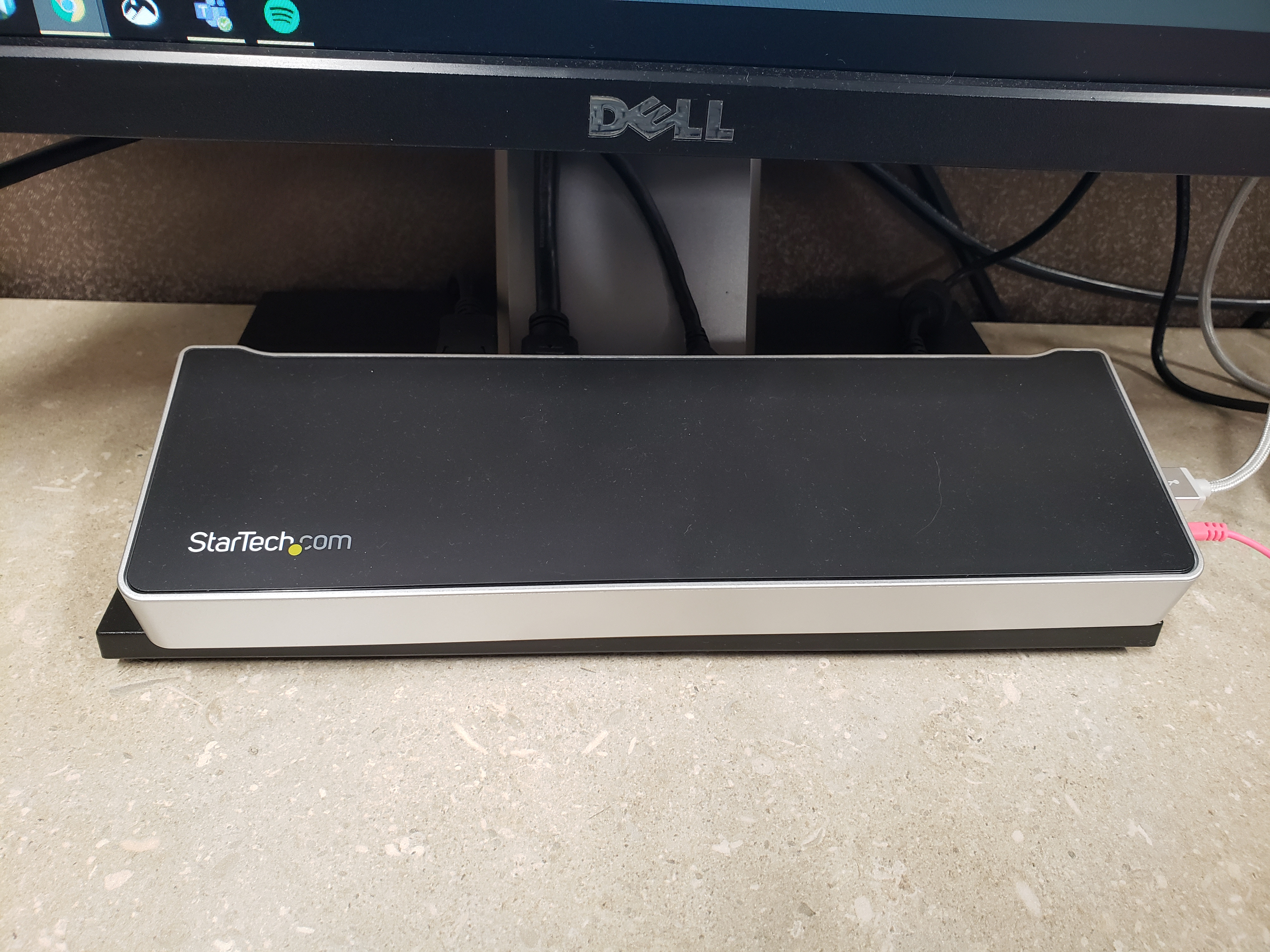
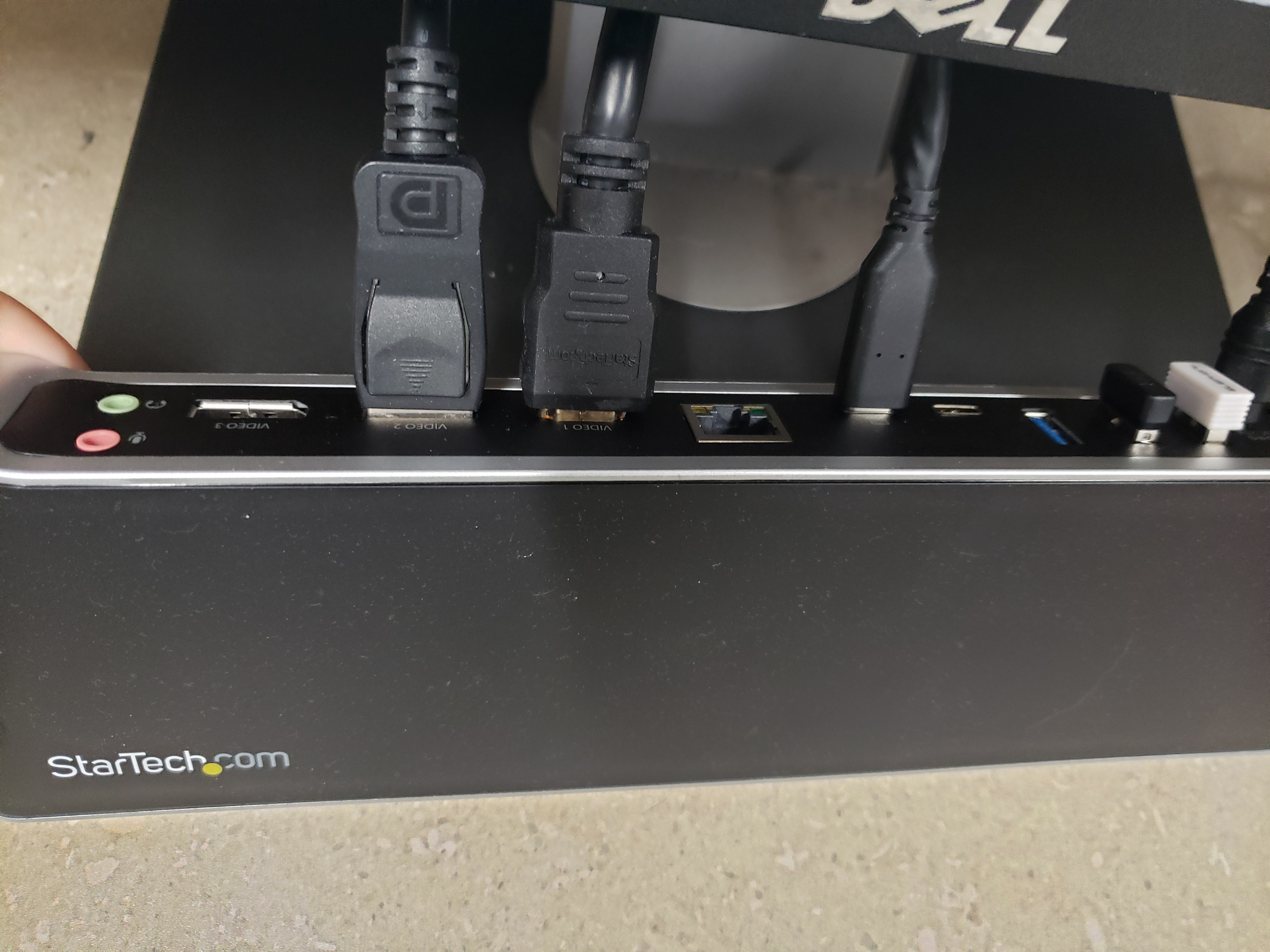